# Heinrich Nettelbladt
Heinrich Nettelbladt (* 8. März 1715 in Rostock; † 26. März 1761 ebenda) war ein deutscher Jurist und Rostocker Bürgermeister.

## Familie
Die Familie war bereits über mehrere Generationen im Stadtrat von Rostock vertreten. Sein Vater Heinrich Nettelbladt (1664–1735) war ein wohlhabender Rostocker Kaufmann und Senator. Er heiratete 1714 in zweiter Ehe die Tochter des mecklenburgischen Kammerrates Dörcksen. Das Paar hatte die beiden Söhne Heinrich und Daniel.

## Beruflicher Werdegang
Heinrich Nettelbladt studierte von 1730 bis 1738 in Rostock, Greifswald und Leipzig. Nachdem er 1738 in Greifswald promoviert worden war, arbeitete Nettelbladt in Rostock zuerst als Advokat und Dozent. 1746 wurde er in den Rat gewählt und erhielt u. a. die Aufsicht über das Stadtarchiv, dessen Bestände er sichtete und publizierte. Von 1752 bis 1761 veröffentlichte er in den Rostockischen Nachrichten und Anzeigen eine große Reihe bis dahin unveröffentlichter Urkunden.
1756 wurde Heinrich Nettelbladt zum Bürgermeister der Stadt Rostock gewählt. Er war der Überzeugung, dass Rostock schon immer eine reichsfreie Stadt gewesen sei, und versuchte dies anhand der Urkunden nachzuweisen. Damit geriet er in Konflikt zum mecklenburgischen Herrscherhaus, die jeglichen Bezug auf seine 1757 herausgegebene Urkundensammlung für null und nichtig erklärte.
Während des Siebenjährigen Krieges verteidigte Nettelbladt in schwierigen Verhandlungen mit den preußischen Befehlshabern die Interessen der Stadt.

## Schriften
- Kurtzer Entwurf Mecklenburgischer Historie. 1739
- Succincta Notitia Scriptorum tum editorum, tum anecdotorum Ducatus Megapolitani historiam etc. etc. explicantium. 1745
- Historisch-diplomatische Abhandlung von dem Ursprung der Stadt Rostock Gerechtsame. 1757 (Digitalisat)
- Verzeichniß allerhand mehrentheils ungedruckter zur Geschichte und Verfassung der Stadt Rostock gehörigen Schriften, Müntzen, Verordnungen etc. 1760